# Lumbung
Lumbung is een bestuurslaag in het regentschap Ciamis van de provincie West-Java, Indonesië. Lumbung telt 3005 inwoners (volkstelling 2010).